# 聖彼得堡白鮭
聖彼得堡白鮭，為輻鰭魚綱鮭形目鮭科的一種，為溫帶淡水魚，分布於歐洲愛沙尼亞及俄羅斯間的佩普西-皮赫克瓦湖流域，體長可達60公分，棲息在底中層水域，生活習性不明。